# جوناتان نارفيز
جوناتان نارفيز (بالإسبانية: Jhonatan Narváez)‏ (و. 1997  م) هو راكب دراجة هوائية إكوادوري، ولد في الإكوادور.

## سباقات أو مراحل فاز بها
| التاريخ        | السباق                                                                           | المركز                                                                   |
| -------------- | -------------------------------------------------------------------------------- | ------------------------------------------------------------------------ |
| 19 يونيو 2016  | طواف باي دو سافوا 2016                                                           |                                                                          |
| 26 فبراير 2017 | فولتا الينتيخو 2017                                                              | العاشر في التصنيف العام                                                  |
| 09 أبريل 2017  | سيركويت ديس آردن 2017                                                            | الأول في التصنيف العام، الثاني في تصنيف النقاط                           |
| 06 أغسطس 2017  | طواف يوتا 2017                                                                   | الثاني في تصنيف أفضل شاب                                                 |
| 13 أغسطس 2017  | كولورادو كلاسيك 2017                                                             | الأول في تصنيف أفضل شاب                                                  |
| 28 يناير 2018  | فولتا سان خوان 2018                                                              | المرتبة 15 في التصنيف العام، الثاني في تصنيف أفضل شاب                    |
| 11 فبراير 2018 | طواف كولومبيا 2018                                                               | العاشر في التصنيف العام، الرابع في تصنيف أفضل شاب                        |
| 24 فبراير 2018 | كلاسيك سود أرديتشي 2018                                                          | السادس في التصنيف العام                                                  |
| 25 فبراير 2018 | لادهوم الكلاسيكي 2018                                                            | الثاني في التصنيف العام                                                  |
| 04 مارس 2018   | دفارز دور فلاندرز الغربية 2018                                                   | السابع في التصنيف العام                                                  |
| 25 مارس 2018   | فولتا كاتالونيا 2018                                                             | العاشر في تصنيف أفضل شاب                                                 |
| 19 أغسطس 2020  | طواف الوني 2020                                                                  | الأول في تصنيف أفضل شاب، السادس في تصنيف الجبال، الثامن في التصنيف العام |
| 04 سبتمبر 2020 | كوبي وبارتالي 2020                                                               | الأول في التصنيف العام، الأول في تصنيف أفضل شاب، الأول في تصنيف النقاط   |
| 06 يوليو 2023  | 2023 Tour of Austria                                                             |                                                                          |
| 29 أكتوبر 2023 | cycling at the 2023 Pan American Games – men's road race                         | الأول في التصنيف العام                                                   |
| 13 يناير 2024  | 2024 Down Under Classic                                                          | الأول في التصنيف العام                                                   |
| 03 فبراير 2024 | 2024 Ecuador National Road Cycling Championships - Men RR                        |                                                                          |
| 26 يناير 2025  | داون أندر 2025                                                                   | الأول في التصنيف العام، الثالث في تصنيف الجبال، الرابع في تصنيف النقاط   |
| 02 فبراير 2025 | Course en ligne masculine aux championnats d'Équateur de cyclisme sur route 2025 |                                                                          |

## روابط خارجية
- جوناتان نارفيز على موقع الاتحاد الدولي للدراجات (الإنجليزية)
- جوناتان نارفيز على موقع أرشيف الدراجات (الإنجليزية)
- جوناتان نارفيز على موقع إحصائيات الدراجات الإحترافية (الإنجليزية)
- جوناتان نارفيز على موقع نسبة الدراجات (الإنجليزية)
- جوناتان نارفيز على موقع CycleBase (الإنجليزية)
- جوناتان نارفيز على موقع أوليمبيديا (الإنجليزية)